# SK Sokol Brozany
SK Sokol Brozany je fotbalový klub z Brozan nad Ohří, účastník ČFL, jenž byl založen roku 1921.

## Historie
V Brozanech se počátky fotbalu datují již k době před 1. světovou válkou. Současný klub byl však založen až roku 1921 jako SK Brozany. Z počátku klub hrál pouze přátelská utkání, později se však stal součástí Severočeské župy, ve které se ve 30. letech dostal do II. třídy. Vrchol tohoto období přichází ve válečných letech 1940–1945, kdy se klub probojoval až do I.B třídy. Tam se klub udrží až do roku 1961, kdy klub postoupil do I.A třídy, ve které vydržel 7 let a poté sestoupil. Na této úrovni se klub pohyboval až do roku 1983, kdy přišel historický postup do krajského přeboru. V krajském přeboru se pohyboval vždy v lepší polovině a několikrát bojoval o postup do Divize a ten nakonec přišel v roce 1990. Tam klub působil do roku 1998, kdy klub opustilo několik sponzorů a to vyústilo v sestup do krajského přeboru a v roce 2000 dokonce do I.A třídy. V roce 2003 klub postoupil zpět do krajského přeboru aby za dva roky opět sestoupil. To ale ostartovalo zatím nejúspěšnější období klubu, v roce 2006 klub postupije do Krajského přeboru, následující rok 2007 se po 9 letech vrátil do divize a v roce 2015 se klubu povedl historický postup do ČFL. Tam klub vydržel pouze 1 sezónu a sestoupil do Divize, načež jí hned první rok po sestupu vyhrál a vrátil se do ČFL.

## Historické názvy
- SK Brozany
- SK Sokol Brozany (Sportovní klub Sokol Brozany)
- SK Sokol Brozany, z.s.

## Soupiska
| #  | Pozice | Hráč                |
| -- | ------ | ------------------- |
| 1  | B      | Marek Danko         |
| 2  | O      | Jiří Stehlík        |
| 3  | Z      | Petr Barnat         |
| 4  | O      | Radivoje Dunderović |
| 5  | O      | Jan Franc           |
| 6  | Z      | Petr Tichý          |
| 7  | U      | Jaroslav Benda      |
| 8  | Z      | Petr Hovorka        |
| 9  | Z      | Petr Barnat         |
| 10 | O      | Radek Cibulka       |

| #  | Pozice | Hráč              |
| -- | ------ | ----------------- |
| 11 | O      | Martin Studecký   |
| 12 | Z      | Matěj Marič       |
| 13 | Z      | Rudolf Slánička   |
| 14 | Z      | Ivan Šollar       |
| 15 | Z      | Tomáš Bubeníček   |
| 16 | U      | Chukwudi Chukwuma |
| 17 | U      | Matěj Walter      |
| 18 | O      | Tomáš Modr        |
| 20 | B      | Přemysl Lipš      |

## Umístění v jednotlivých sezonách
Stručný přehled
- 2004–2005: Přebor Ústeckého kraje
- 2005–2006: I. A třída Ústeckého kraje – sk. A
- 2006–2007: Přebor Ústeckého kraje
- 2007–2015: Divize B
- 2015–2016: Česká fotbalová liga
- 2016–2017: Divize B
- 2017–2019: Česká fotbalová liga
- 2019–: Česká fotbalová liga – sk. B

Jednotlivé ročníky
Legenda: Z - zápasy, V - výhry, R - remízy, P - porážky, VG - vstřelené góly, OG - obdržené góly, +/- - rozdíl skóre, B - body, červené podbarvení - sestup, zelené podbarvení - postup, fialové podbarvení - reorganizace, změna skupiny či soutěže
| Česko (2004– ) |                                    |        |    |    |   |    |    |    |     |    |        |
| Sezóny         | Liga                               | Úroveň | Z  | V  | R | P  | VG | OG | +/- | B  | Pozice |
| 2004/05        | Přebor Ústeckého kraje             | 5      | 30 | 8  | 8 | 14 | 50 | 50 | 0   | 32 | 14.    |
| 2005/06        | I. A třída Ústeckého kraje – sk. A | 6      | 24 | 21 | 1 | 2  | 81 | 20 | +61 | 64 | 1.     |
| 2006/07        | Přebor Ústeckého kraje             | 5      | 28 | 20 | 4 | 4  | 59 | 24 | +35 | 64 | 1.     |
| 2007/08        | Divize B                           | 4      | 30 | 11 | 6 | 13 | 41 | 49 | -8  | 39 | 12.    |
| 2008/09        | Divize B                           | 4      | 30 | 13 | 1 | 16 | 47 | 45 | +2  | 40 | 8.     |
| 2009/10        | Divize B                           | 4      | 30 | 18 | 4 | 8  | 60 | 32 | +28 | 58 | 3.     |
| 2010/11        | Divize B                           | 4      | 30 | 16 | 7 | 7  | 63 | 42 | +21 | 5  | 3.     |
| 2011/12        | Divize B                           | 4      | 30 | 17 | 2 | 11 | 65 | 36 | +29 | 53 | 5.     |
| 2012/13        | Divize B                           | 4      | 30 | 16 | 7 | 7  | 43 | 32 | +11 | 5  | 4.     |
| 2013/14        | Divize B                           | 4      | 30 | 11 | 9 | 10 | 43 | 38 | +5  | 42 | 6.     |
| 2014/15        | Divize B                           | 4      | 30 | 16 | 9 | 5  | 61 | 33 | +28 | 63 | 1.     |
| 2015/16        | Česká fotbalová liga               | 3      | 36 | 4  | 4 | 28 | 31 | 84 | -53 | 17 | 19.    |
| 2016/17        | Divize B                           | 4      | 30 | 20 | 8 | 2  | 73 | 28 | +45 | 74 | 1.     |
| 2017/18        | Česká fotbalová liga               | 3      | 34 | 10 | 8 | 16 | 58 | 72 | -14 | 43 | 15.    |
| 2018/19        | Česká fotbalová liga               | 3      | 32 | 5  | 9 | 18 | 32 | 62 | -30 | 28 | 17.    |
| 2019/20        | Česká fotbalová liga – sk. B       | 3      | 16 | 3  | 0 | 13 | 13 | 41 | -28 | 9  | 16.    |
| 2020/21        | Česká fotbalová liga – sk. B       | 3      | 8  | 4  | 1 | 3  | 10 | 7  | +3  | 13 | 7.     |
| 2021/22        | Česká fotbalová liga – sk. B       | 3      | 30 | 13 | 9 | 8  | 43 | 38 | +5  | 48 | 5.     |
| 2022/23        | Česká fotbalová liga – sk. B       | 3      | 30 | 17 | 3 | 10 | 43 | 30 | +13 | 54 | 3.     |
| 2023/24        | Česká fotbalová liga – sk. B       | 3      | 30 | 14 | 8 | 8  | 39 | 33 | +6  | 50 | 4.     |
| 2024/25        | Česká fotbalová liga – sk. B       | 3      | 32 | 14 | 8 | 10 | 53 | 44 | +9  | 50 | 4.     |

Poznámky:
- 2019/20: Sezona nedohrána kvůli kvůli pandemii COVID-19.
- 2020/21: Sezona nedohrána kvůli kvůli pandemii COVID-19.